# Pyyvesi
Pyyvesi är en sjö i Finland. Den ligger i kommunen Nyslott i landskapet Södra Savolax, i den sydöstra delen av landet, 300 km nordost om huvudstaden Helsingfors. Pyyvesi ligger 75,8 meter över havet. Den är 47,15 meter djup. Arean är 29,75 kvadratkilometer och strandlinjen är 150,64 kilometer lång. Sjön  ingår i Vuoksens huvudavrinningsområde. 